# Tullbergia simplex
Tullbergia simplex is een springstaartensoort uit de familie van de Tullbergiidae. De wetenschappelijke naam van de soort is voor het eerst geldig gepubliceerd in 1958 door Gisin.